# Microcaecilia pricei
Microcaecilia pricei é uma espécie de anfíbio da família Siphonopidae. Endémica da Colômbia, onde pode ser encontrada na área superior do vale do rio Magdalena.
É uma espécie subterrânea e o seu habitat inclui pastagens e áreas abertas. Também foi observada em florestas.